# Indigenous Peoples' Day

In verde gli Stati che celebrano la festività

La Indigenous Peoples' Day (in italiano, letteralmente Giornata dei popoli indigeni) è una giornata celebrativa statunitense che commemora e celebra i popoli nativi americani e onora le loro storie e le loro culture.
La giornata è stata istituita a Berkeley in California nel 1992 in coincidenza con il 500º anniversario dell'arrivo di Cristoforo Colombo nelle Americhe il 12 ottobre 1492 ed è stata in seguito adottata da altri Stati. Si celebra in tutti gli Stati Uniti il secondo lunedì di ottobre. È nata come una celebrazione in contrapposizione al Columbus Day, che celebra l'esploratore italiano.
Nel 2021 il presidente degli Stati Uniti Joe Biden ha riconosciuto a livello federale la festività, firmando l'8 ottobre 2021 un ordine esecutivo che dichiarava l'11 ottobre 2021 festa nazionale.